# Ślesin
Ślesin é um município da Polônia, na voivodia da Grande Polônia e no condado de Konin. Estende-se por uma área de 7,18 km², com 3 136 habitantes, segundo os censos de 2016, com uma densidade de 436,8 hab/km².